# Молдавско-хорватские отношения
Молдавско-хорватские отношения — исторические и текущие двусторонние отношения между Молдавией и Хорватией.

## История
Отношения между двумя странами описываются как дружественные и очень хорошие. Молдавия имеет своё посольство в Хорватии с пребыванием посла в Будапеште (Венгрия), а Хорватия осуществляет своё представительство в Молдавии через своё посольство в Румынии (в Бухаресте).
Дипломатические отношения между Республикой Хорватия и Республикой Молдавия установлены 20 июля 1992 года.
19 ноября 1998 года подписан Протокол о сотрудничестве между Министерством иностранных дел Хорватии и Министерством иностранных дел Молдавии.
12 августа 2002 года между Хорватией и Молдавией заключено Соглашение о торгово-экономическом сотрудничестве.
27 февраля 2004 года в Кишинёве было подписано Соглашение о свободной торговле между Республикой Молдавия и Хорватией.
23 и 24 октября 2006 года с официальным визитом в Хорватии пребывал премьер-министр Молдавии Василий Тарлев, где 24 октября встретился с министром иностранных дел и европейской интеграции Колиндой Грабар-Китарович, которая отметила, что Хорватия поддерживает Молдавию в её евроинтеграционных процессах, как в отношении ЕС, так и по её роли в ЦЕАСТ. В этот же день министр моря, туризма, транспорта и развития Хорватии Божидар Калмета и министр культуры и туризма Молдавии Артур Козма подписали Соглашение о сотрудничестве между правительством Хорватии и правительством Молдавии в сфере туризма. Днём ранее, 23 октября 2006 года, в рамках визита премьер-министра Тарлева в Хорватию министр культуры Хорватии Божо Бишкупич и министр культуры и туризма Молдавии Артур Козма подписали Соглашение о культурном сотрудничестве между правительством Хорватии и правительством Молдавии.
4 ноября 2019 года открылось Консульство Республики Молдавия в Вараждине.
В начале февраля 2022 года министр иностранных и европейских дел Хорватии Гордан Грлич Радман посетил Кишинёв.
Молдавия, как и Хорватия, с первого дня осудила жестокое нападение Российской Федерации на Украину.
16 декабря 2022 года вице-премьер, министр иностранных дел и европейской интеграции Нику Попеску посетил Загреб, приурочив свой визит к 30-летию установления дипломатических отношений между двумя странами. По его словами, пример Хорватии, которая за последние десятилетия перешла «от состояния жестокой войны до состояния европейскости, спокойствия, мира и благополучия благодаря европейской интеграции», служит за образец для Молдавии на пути к европейским переменам.
Хорватия поддерживает придание Молдавии статуса страны-кандидата на вступление в Евросоюз, принимает участие в Платформе поддержки Республики Молдавия, а также оказывает поддержку в процессе вступления — заявляет о помощи молдавской стороне подготовить государственное управление к дальнейшему долгому пути реформ. Хорватия в лице главы внешнеполитического ведомства Гордана Грлича Радмана выразила решительную поддержку европейского пути Молдавии и готовность и далее оказывать помощь, совместно с Восточным партнёрством. Хорватия оказывает Молдавии постоянную поддержку, техническую помощь и делится опытом процесса вступления в ЕС. На встрече двух министров иностранных дел были обозначены интенсивность двустороннего сотрудничества на всех уровнях и перспективы усиления сотрудничества в энергетике, транспорте, пищевой промышленности и ІТ. Из-за войны в Украине Молдова играет ключевую роль в экспорте украинской продукции в Европу.
Молдавская власть заинтересована в теснейшем сотрудничестве для потенциального импорта из Хорватии природного газа. Молдавская сторона считает, что двусторонняя торговля между этими странами имеет хорошую динамику, возрастая два года подряд. В то же время Молдавия стремится расширять торговые отношения. Молдавская Viorica Cosmetics обговорила с компанией Billa условия продажи косметической продукции на рынке Хорватии. Ведётся открытый диалог молдавских и хорватских бизнесменов в таких областях, как информационные технологии, туризм, фармацевтика, которые принесут в будущем пользу гражданам обоих государств.
Молдавия также хочет продавать на европейский рынок отечественную продукцию, что представляет интерес для экспорта, включая фрукты, овощи, консервы, сухофрукты и вино, через хорватские компании ORBICO, Stjema Promet, сеть DM и Fortenova Group.